# Lepthyphantes kaszabi
Lepthyphantes kaszabi este o specie de păianjeni din genul Lepthyphantes, familia Linyphiidae, descrisă de Wunderlich, 1995.
Este endemică în Mongolia. Conform Catalogue of Life specia Lepthyphantes kaszabi nu are subspecii cunoscute.